# Rose Pauly (Politikerin)
Rose Felicitas Pauly (* 8. Juni 1938 in Düsseldorf) ist eine Hamburger Politikerin der Freien Demokratischen Partei (FDP) und ehemaliges Mitglied der Hamburgischen Bürgerschaft.

## Leben und Beruf
Pauly studierte an der Universität Hamburg und schloss das Studium mit dem Abschluss Diplom-Kaufmann ab. Sie arbeitete als Gastwirtin. Sie ist verwitwet und hat zwei Kinder.
1974 begann sie mit der ehrenamtlichen Tätigkeit im „Deutschen Hotel- und Gaststättenverbandes“ (DeHoGa). Von 1978 bis 1993 war sie stellvertretende Vorsitzende des Verbandes und ab 1993 Präsidentin des Landesverbandes. Von  1984 an war sie Präsidiumsmitglied und Schatzmeisterin im Bundesverband.

## Politik
Sie  trat 1982 in die FDP ein. Sie war ab 1985 Mitglied im Landesvorstand und war von 1989 bis 1994 stellvertretende Landesvorsitzende.
Sie war von 1987 bis 1993 und von 2001 bis 2004 Mitglied der Hamburgischen Bürgerschaft. Sie saß für ihre Fraktion im Verkehrsausschuss, Ausschuss für Vermögen und öffentliche Unternehmen sowie im Ausschuss für Arbeit und Soziales.
Zur 15. Wahlperiode 1993 wurde sie von ihrer Partei nicht mehr für die Bürgerschaftswahl aufgestellt. In der 17. Wahlperiode 2001 wurde sie wieder berücksichtigt und war bis 2004 Vizepräsidentin der Bürgerschaft. Seit der Bezirksversammlungswahl 2019 gehört sie der Bezirksversammlung im Bezirk Altona an. Dort wurde sie 2024 wiedergewählt.